# 松屋利右衛門
松屋 利右衛門（まつや りえもん、初代:生年不明 - 1701年（元禄12年11月7日）は、江戸時代、筑前国（福岡県）博多の商人、および代々その子孫（後継者）が襲名する名称及び福岡県福岡市に本社を置く菓子製造業者。銘菓「鶏卵素麺」で知られる。
2014年現在、十三代松屋利右衛門（1970年1月4日-）が当代である。

## 歴史
初代利右衛門は長崎の出島を訪れた際、ポルトガルから渡来した南蛮菓子fios de ovos（フィオス・デ・オヴォス、卵の糸）の製法を学び、これを「鶏卵素麺」と名付けて、1673年（延宝元年）に博多で製造を開始した。延宝年間に福岡藩主の黒田光之に鶏卵素麺を献上して、黒田藩御用菓子司となった。
十一代利右衛門は博多の茶人が京都の家元を招いた際、鶏卵素麺を茶席で使えるように「たばね（鶏卵素麺を一口サイズに切って昆布でたばねた菓子）」を考案した。
当代利右衛門は現在、福岡県福岡市で松屋利右衛門工房を運営する。初代から子孫代々受け継いできた「鶏卵素麺」と「たばね」のみに特化し、機械などに頼らず職人の手だけで作るスタイルを貫いており、生産数は極めて少ない。2014年01月時点で、楽天市場や福岡空港ターミナルなどで販売されている。

## 歴代の松屋利右衛門
- 初代松屋利右衛門
- 二代松屋利右衛門
- 三代松屋利右衛門
- 四代松屋利右衛門
- 五代松屋利右衛門
- 六代松屋利右衛門
- 七代松屋利右衛門
- 八代松屋利右衛門
- 九代松屋利右衛門
- 十代松屋利右衛門
- 十一代松屋利右衛門
- 十二代松屋利右衛門
- 十三代松屋利右衛門